# Kunstkomora Rudolfa II.
Kunstkomora Rudolfa II. (z něm. Kunstkammer, komora umění) byla ústřední část rudolfínských sbírek. Byla umístěna v Novém královském paláci Pražského hradu, který nechal císař Rudolf II. vybudovat pro tyto sbírky. Tento tzv. Střední trakt, zbudovaný kolem roku 1600, odděluje druhé a třetí hradní nádvoří. Sbírky vedle uměleckých děl zahrnovaly i knihy, zvířata, přírodniny, nástroje a podobně. Zánik kunstkomory začal brzy po Rudolfově smrti v roce 1612. Sbírky byly odváženy a prodávány. V roce 1648 byly vypleněny švédskými vojsky a v roce 1783 rozprodal císař Josef II. zbytky v dražbě.

## Vznik kunstkomory
Po smrti Maxmiliána II. Habsburského (1576) se vlády ujal císař římský a král český Rudolf II., který v říjnu 1583 přemístil císařský dvůr a s ním i část uměleckých sbírek z Vídně do Prahy. V souladu s principy anglického filozofa Francise Bacona, císař k těmto sbírkám přiřadil i knihovnu, stáje s ušlechtilými koňmi a zahrady s voliérami pro exotická zvířata, stejně jako dílny a laboratoře alchymistů. K dotvoření celku patřil kabinet kuriozit, sbírka neobyčejných výtvorů člověka i přírody.
Rudolf II. tyto sbírky budoval z rozsáhlých nákupů, ale i z četných darů. Z počátku císaři s nákupy pomáhal Jacopo Strada (1515-1588), kterého již Maxmilián II. jmenoval antikvářem a správcem vídeňských sbírek. Jacopo Strada měl však i vlastní obchodní zájmy, a proto ho Rudolf II. uvolnil z dvorské služby. V roce 1583 převzal péči o Rudolfovy sbírky Jacopův syn Ottavio Strada (1550–1606), který do Prahy jménem císaře pozval řadu významných uměleckých osobností. Po Ottaviově smrti se stal správcem císařských sbírek Daniel Fröschl (1563–1612), pověřený jejich uspořádáním a inventarizací. Další inventarizace byla provedena na příkaz českých stavů před příchodem Fridricha Falckého do Prahy (1619). Kompletní inventář byl vyhotoven na příkaz Karla I. z Lichtenštejna v roce 1621 a zahrnoval soupis sbírek v kunstkomoře spolu s obrazy nacházejícími se v obou sálech (Španělském a Novém).

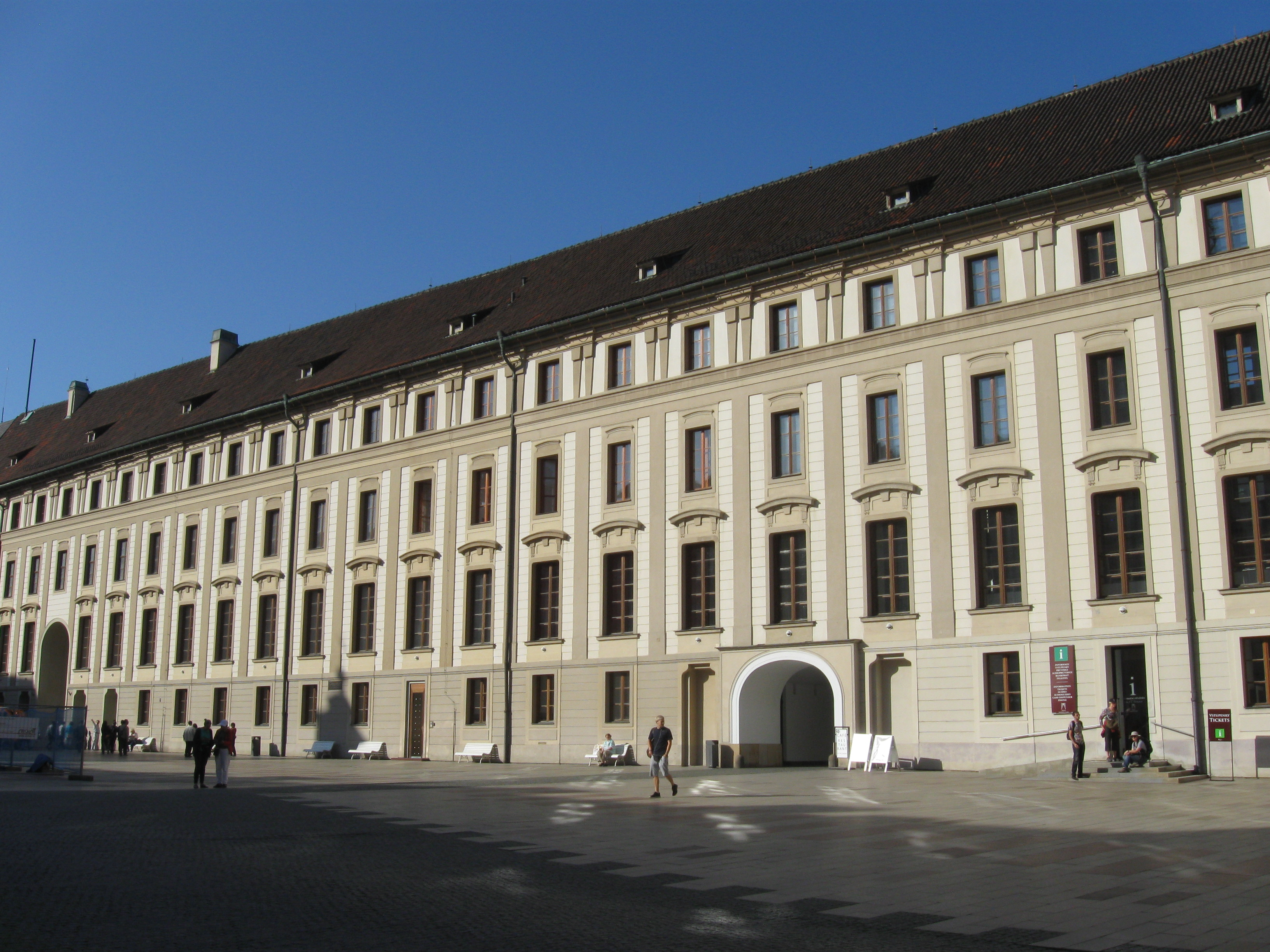
Tzv. Dlouhá stavba či Chodbové stavení Nového paláce na Pražském hradě bylo místem kunstkomory Rudolfa II.

## Prostory císařské kunstkomory na Pražském hradě
V 16. století se sběratelství stalo vzdělávací, ale i reprezentační záležitostí pro představitele panovnických rodů, a později i vysoké šlechty. Výjimkou v tom nebyli ani první Habsburkové na českém trůně. Původně to byla vídeňská sbírka mincí a medailí, ale již v 50. letech 16. století vznikla sbírka vzácných knih a téměř ve stejné době i sbírka označovaná jako kunstkomora (něm. Kunstkammer či Wunderkammer). Císař Maxmilián II. dále rozšiřoval vídeňské sbírky rukopisů, zatímco v Praze pokračoval v budování královské zahrady v místě Jeleního příkopu.
Prostory císařské kunstkomory v Novém paláci byly tvořeny čtyřmi místnostmi, které se nacházely v prvním patře Chodbového stavení spojujícího císařský "letní" palác na jižní straně hradu se dvěma velkými sály – Španělským (dnes Rudolfova galerie) a Novým (dnes Španělský sál). Oba sály byly postaveny nad konírnami v severní části hradního areálu. Zatímco v původním Španělském sále byla vystavena většina obrazové sbírky, v Novém sále byla umístěna císařova sbírka soch, skulptur a plastik. Naopak Chodbové stavení obsahovalo ve třech podlažích uložené císařovy sbírky přírodnin a artefaktů. Na 1. podlaží se nacházela 100 m dlouhá a 5,5 m široká chodba, z níž 60 m zabíraly 3 místnosti přední kunstkomory a 33 m byla dlouhá hlavní Kunstkammer.
Na uspořádání císařovy kunstkomory lze alespoň částečně usuzovat z inventáře sepsaného v letech 1607-1611 a z dodatečných vpisků. Soupis inventáře se však týkal pouze vlastní Kunstkammer, nikoliv však obrazových sbírek a tří místností přední kunstkomory. O nich se dovídáme až v inventáři z roku 1621. Ve vlastní kunstkomoře bylo umístěno 20 skříní, jejichž obsah známe jen částečně. Uprostřed této místnosti stál dlouhý stůl, na kterém byly vystaveny glóby, hodiny, astroláby, truhličky, vázy i hudební nástroje. V místnosti se nacházely i truhly s knihami a grafickými listy, šperkovnice s mincemi a medailemi či skřínky se šperky a kuriozitami. Ve třech klenutých prostorách přední kunstkomory bylo umístěno dalších 17 skříní, dále stoly, truhly, kabinety i volně uložené předměty. Předměty Rudolfovy sbírky tak byly z větší části pod uzávěrem, takže si je návštěvník nemohl přímo prohlédnout. I tak si lze z dobových údajů udělat alespoň dílčí představu o uspořádání jednotlivých sbírek v Rudolfově kunstkomoře.

## Sbírka obrazů

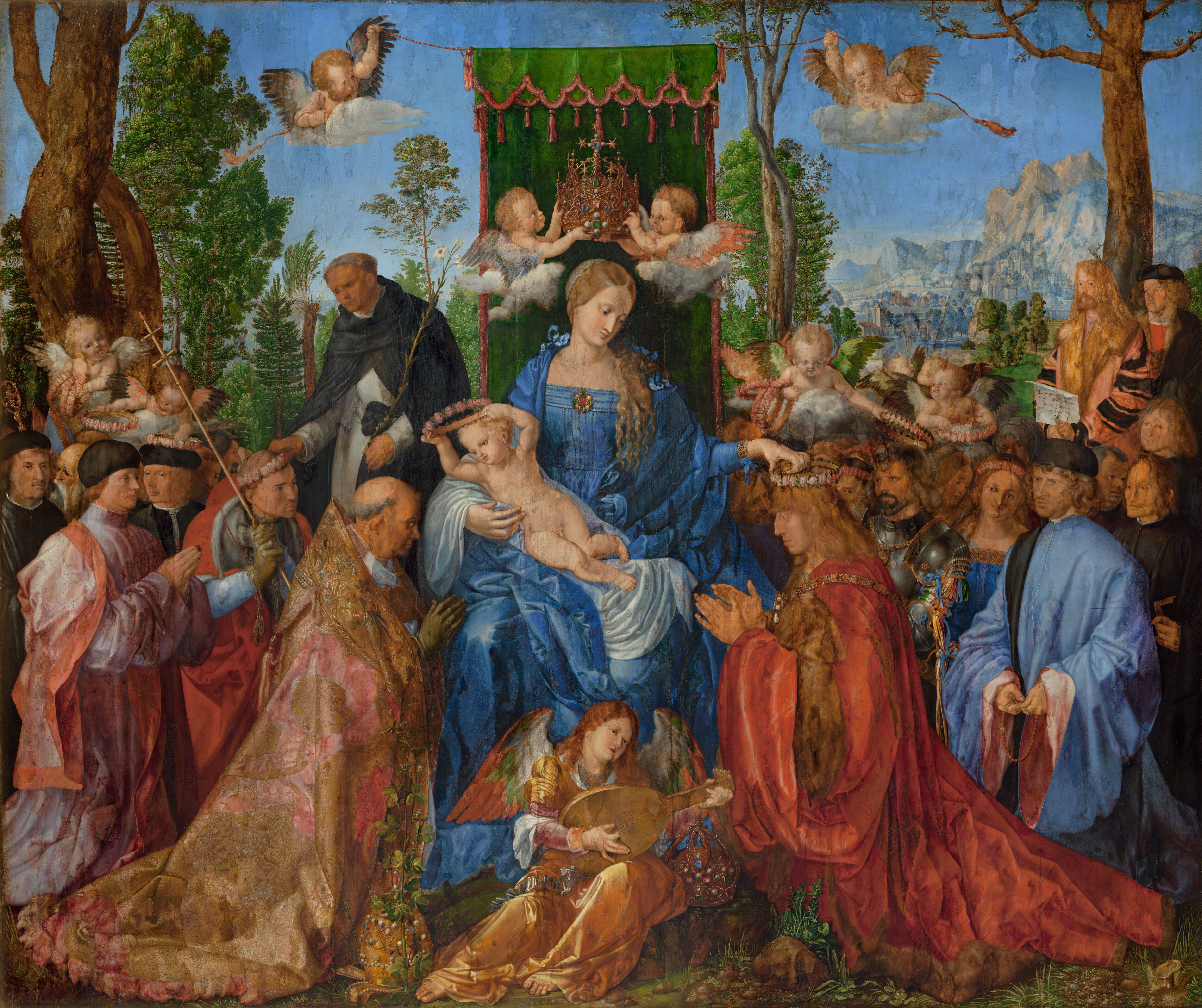
Obraz Růžencová slavnost namaloval Albrecht Dürer během svého druhého pobytu v Benátkách (1505–1507) pro tamní německou komunitu (Národní galerie, Praha)

Část obrazových sbírek byla vystavena i v Letohrádku královny Anny a v prostorách Široké chodby nacházející se na 2. podlaží "Chodbového stavení". K vystavení nejvýznamnějších sbírkových obrazů byl určen Španělský sál (dnes Rudolfova galerie). Rudolf II. obrazy buď nakupoval, získával darem nebo je přímo objednával u svých dvorních malířů. Přitom někteří z nich (Jacopo a Ottavio Stradové nebo Hans von Aachen) sami zprostředkovávali jejich nákupy v cizích zemích.
Pro Rudolfovu obrazovou sbírku byly přednostně určeny prostory dnešní Rudolfovy galerie. Stěny sálu byly bez výzdoby, s výjimkou soklu, na který bylo možné vystavené obrazy přímo postavit. O sokl se opíraly obrazy, které spočívaly na podlaze sálu, střední řada obrazů byla umístěna na soklu a nad ní visela jejich horní řada.
V roce 1612 odhadl benátský vyslanec Girolamo Soranzo počet obrazů Rudolfovy sbírky na 3000. Podle dobových inventářů však počet obrazů činil něco přes 1000 kusů. Soubor obsahoval díla nejlepších malířů renesanční Evropy. Z Benátčanů byli zastoupeni Tiziano Vecellio, Jacopo Tintoretto, Paolo Veronese či rodina Bassanů. Ve sbírce nechyběla ani díla Raffaela Santiho nebo slavné Lásky Jupiterovy od Correggia. Ve zvláštní oblibě měl císař obrazy německých malířů (Albrecht Dürer, Hans Holbein mladší nebo Lucas Cranach starší) a díla vlámských mistrů (Hieronymus Bosch a především rodina Breughelů), jejichž práce již dříve obdivoval ve sbírkách Filipa II. Španělského. Velkou část sbírky tvořily obrazy Rudolfových dvorních malířů věnujících se alegorické, mytologické a částečně i náboženské malbě (Giuseppe Arcimboldo, Hans Hoffmann, Bartholomeus Spranger, Hans von Aachen, Joseph Heintz starší či Dirck de Quade van Ravesteyn), krajinomalbě (Pieter Stevens, Roelandt Savery) nebo miniatuře (Joris a Jacob Hoefnagelové).
Císařův obdiv k obrazům Albrechta Dürera dokládá nákup obrazu Růžencová slavnost, původně namalovaný pro kostel sv. Bartoloměje, který navštěvovala komunita německých kupců působících v Benátkách. Nákup zprostředkoval Hans von Aachen a císař za obraz zaplatil 900 dukátů. Jeho doprava přes Alpy stála dalších 200 dukátů, až byl obraz nakonec prodán v josefínské dražbě (1793) za 1 zlatý a 18 krejcarů.

## Sbírka soch a plastik

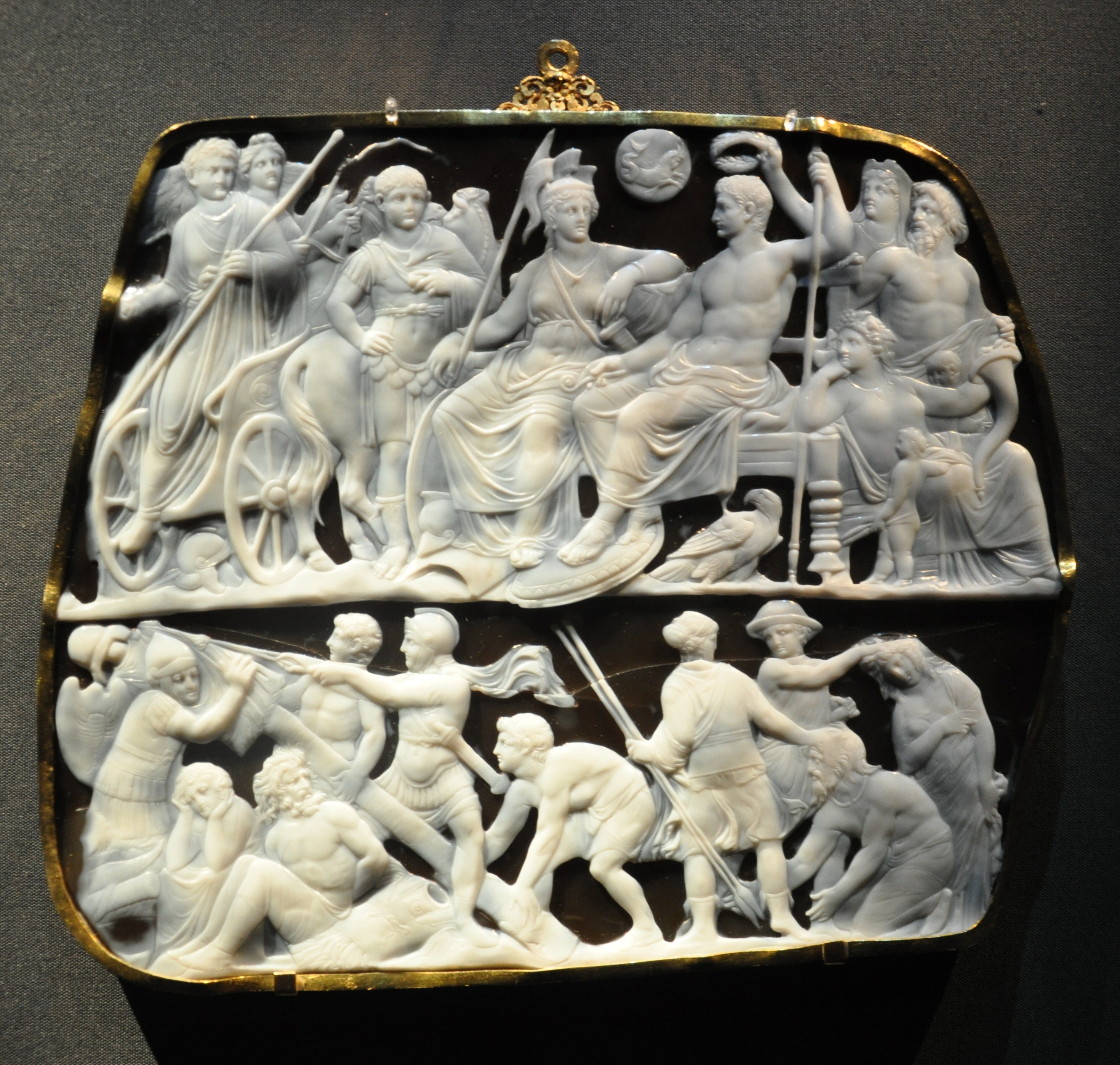
Tzv. Gemma Augustea zobrazuje císaře Augusta sedícího vedle ženy zobrazující Řím a Tiberia sestupujícího z válečného vozu (Uměleckohistorické muzeum, Vídeň)

Nový (dnes Španělský) sál byl místem, kde císař vystavoval nejen sbírku antických soch a reliéfních plastik, ale i prací od soudobých sochařů jako byli Hans Mont, Adrian de Vries nebo Giovanni Battista Quadri. Mnohé sochy byly umístěny také na skříních v prostorách "Kunstkammer", zatímco drobná plastika (kameje, gemy a medailony) se nacházela v truhličkách, pouzdrech či šperkovnicích umístěných v prostorách přední kunstkomory.

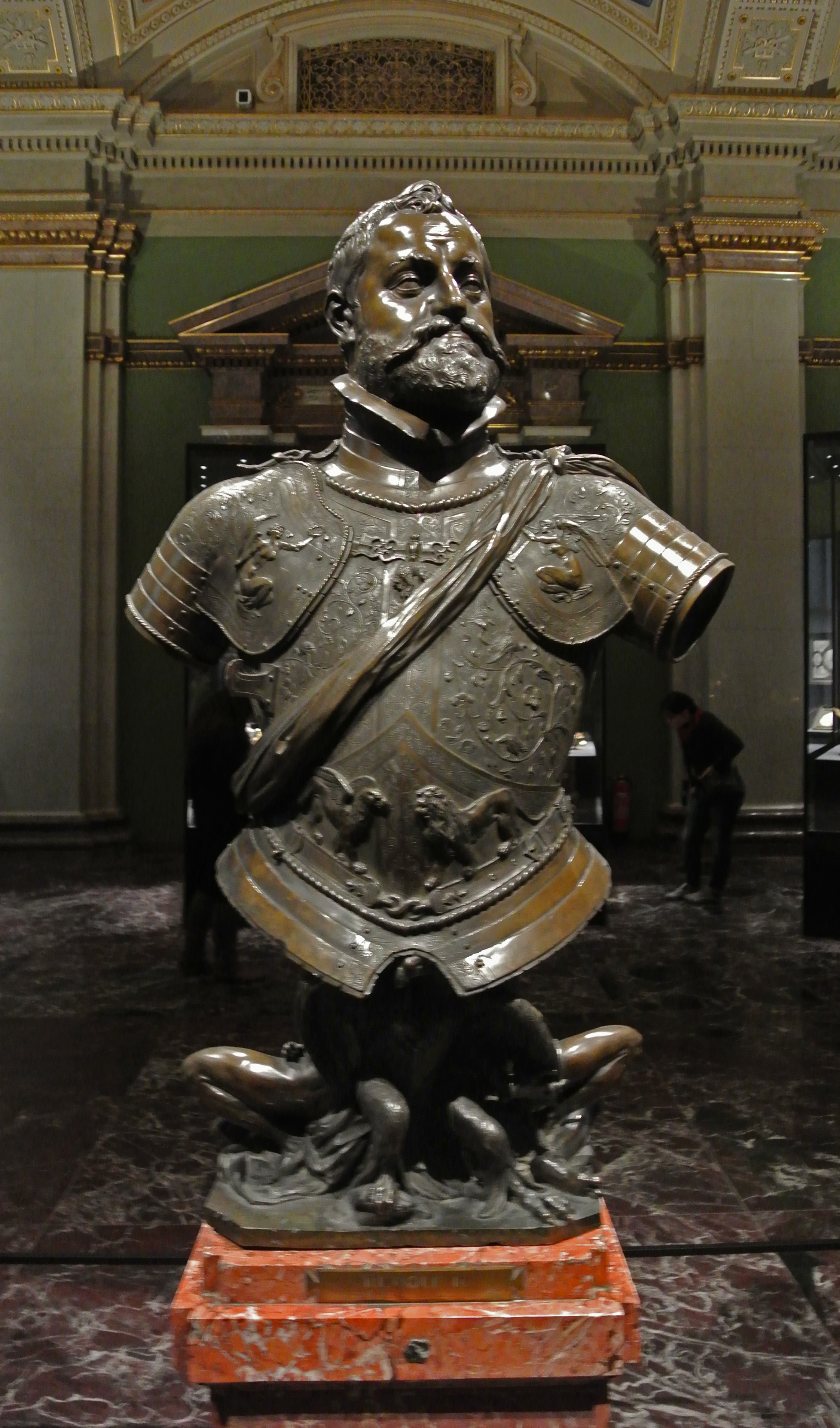
Bronzová Busta Rudolfa II. od Adriana de Vries z roku 1603 (Uměleckohistorické muzeum, Vídeň)

K nejvzácnějším sochám v Rudolfově sbírce patřilo antické torzo Iliona pocházející z doby kolem roku 320 př. n. l. (původně přisuzované Praxitelovi). Jeho nákup v Římě zprostředkoval malíř Hans von Aachen (1603). Císař za ně zaplatil desetitisíce dukátů, až bylo v josefínské dražbě prodáno za 30 krejcarů. Dnes je torzo chloubou mnichovské Glyptotéky. Podobný osud postihl i antický reliéf známý jako Polykleitovo lože (dnes sbírka K. J. Hewetta, Ashford, UK). K nejdražším nákupům antických uměleckých artefaktů patřil císařovým agentem zprostředkovaný nákup řezané kameje zvané Gemma Augustea ze sardonyxu. Původně byla v pokladu římských císařů, ve středověku se nacházela ve sbírkách vévody z Berry. Později byla odcizena ze sbírek francouzského krále Františka I., až ji v Benátkách nakonec pro Rudolfa II. zakoupil jeho agent za 12 000 dukátů.
Od 80. let 16. století do Rudolfovy sbírky plastik přispíval sochař Hans Mont (1542/45-po 1582), kterého císaři doporučil Giovanni da Bologna. V Praze nepobyl dlouho a ve funkci dvorního sochaře ho vystřídal Adrian de Vries (asi 1545-1626), jehož díla se stala chloubou Rudolfovy sbírky. Vedle několika reliéfů, které vytvořil pro Rudolfovu kunstkomoru, sochař oslavil císaře třemi bronzovými bustami z let 1603, 1604 a 1607. Dokládá to především nejstarší z nich zobrazující císaře v majestátním postoji (1603, Uměleckohistorické muzeum, Vídeň). Bustu nesou Jupiter a Merkur symbolizující císařovu moc i moudrost. V kunstkomoře byla busta Rudolfa II. dávána do souvislosti s bronzovou bustou císaře Karla V., kterou zhotovil Leone Leoni (1553, Prado, Madrid). Zatímco busta Karla V. stála na první skříni, busta Rudolfa II. od Adriana de Vries (1607) byla umístěna na poslední 20. skříni v Kunstkammer.,
V roce 1604 však císař usilovně hledal sochaře znalého práce se štukem pro výzdobu právě dokončeného Nového sálu na Pražském hradě. S tímto druhem sochařské práce však Adrian de Vries neměl dostatek zkušeností, a proto císař do Prahy povolal Giovanni Battistu Quadriho (?–1618/19), který po dokončení štukové výzdoby sálu vytvořil pro kunstkomoru řadu dalších plastik. Z nich se však dochovala jen polychromovaná štuková plastika Klanění tří králů (před 1611, Zámek v Brandýse nad Labem).

## Sbírka přírodnin a exotik
Inventář z roku 1607–1612 uváděl 2814 předmětů s charakterem rarit či muzejních exponátů. Sbírka přírodnin zahrnovala sbírku minerálů, v níž dominovaly polodrahokamy a vzácné drahokamy, k nejvzácnějším patřila již zmíněná římská kamej Camea Augustea. Císař měl ve velké oblibě z polodrahokamů sestavené mozaiky zvané „commesso in pietre dure“, jež byly v 16. století florentskou specialitou. Tuto techniku přenesli do Prahy Cosimo Castrucci a jeho syn Giovanni, jmenovaní dvorními řezači drahokamů na přelomu 16. a 17. století. Technikou florentské mozaiky vytvářeli krajinné obrazy, mezi nimi i pohledy na Prahu. Ty se nejčastěji stávaly součástí kabinetů a desek stolů.
Byly zde vystaveny i fosilie (zkameněliny) a exotické plody. Mezi nimi byly např. kokosové ořechy, ořechy seychelských ostrovů, pštrosí vejce, handštajny, rohy kozorožců nebo nosorožců upravované zlatníky na číše, poháry či stolní ozdoby. Herbáře obsahovaly předměty rostlinného původu, zatímco volně byla vystavena vycpaná zvířata, skořápky mušlí a trsy korálů, spolu s želvími krunýři či vejci exotických ptáků. Sbírka obsahovala i slavný „roh jednorožce“, ve skutečnosti do délky protažený levý horní špičák z čelisti narvala jednorohého a část kostry vyhynulého ptáka dodo.

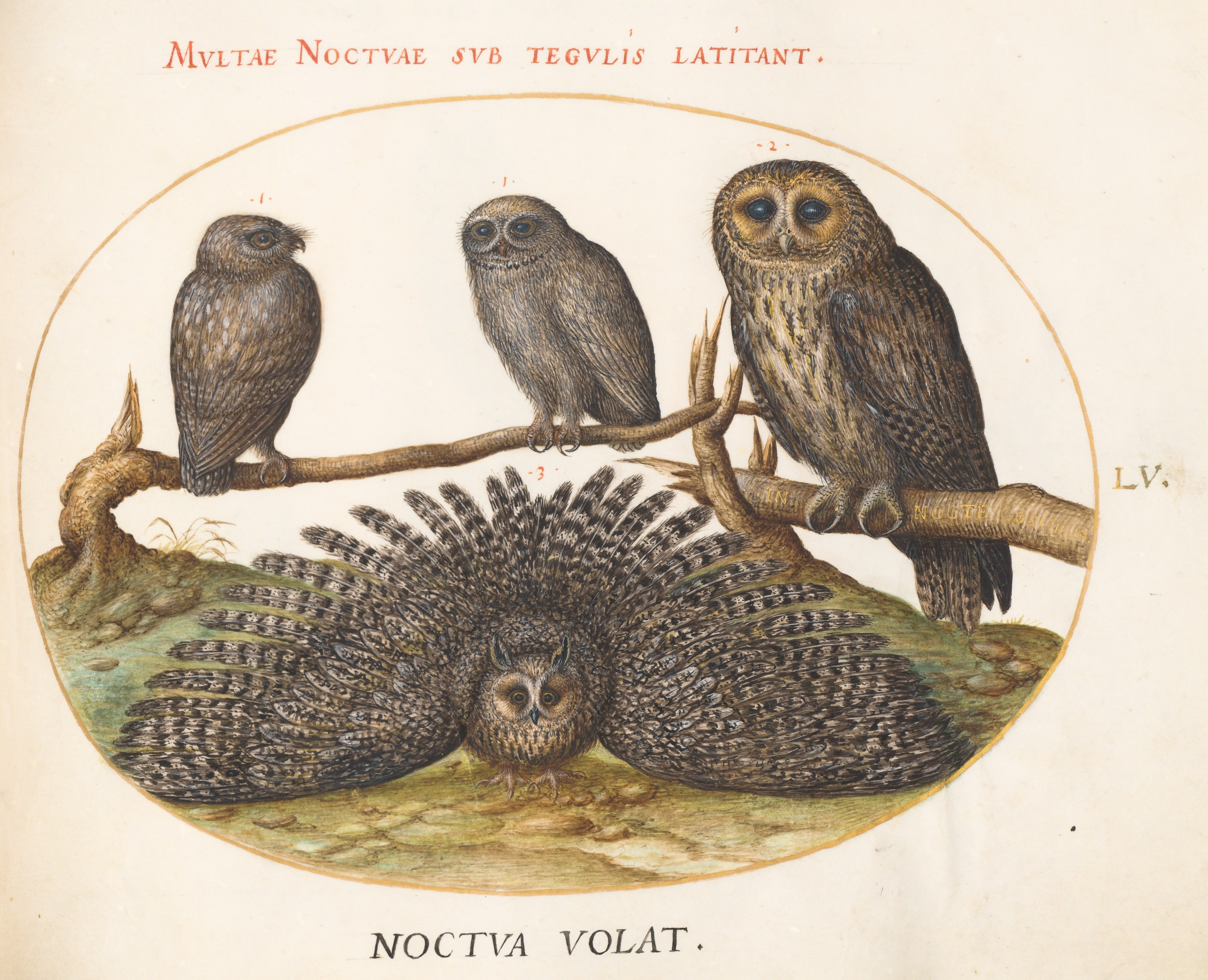
Sovy z kompendia Jorise Hoefnagela Čtyři živly (1575/80, National Gallery, Washington)

Součástí sbírky byla také vyobrazení naturálií, což dokládá české vydání Mattioliho Komentářů (1562), které ilustroval Giorgio Liberale (1527–1579?). Malířem přírodnin byl i Giuseppe Arcimboldo (1527–1593), jehož "kompozitní hlavy" odrážely císařův zájem o exotickou faunu a flóru. Vrcholem souboru nazvaného Naturalia bylo jejich knižní vyobrazení encyklopedického charakteru, které vytvořil císařův dvorní malíř Joris Hoefnagel (1542-1600), a svou dokonalostí se vyrovnalo Sprangerovým nebo Vriesovým dílům. Na Hoefnagelovy ilustrace ve spisu Čtyři živly navazovalo kompendium přírodovědných vyobrazení nazvané Muzeum Rudolfa II. (Österreichische Nationalbibliothek, Vídeň).

## Sbírka skla a porcelánu

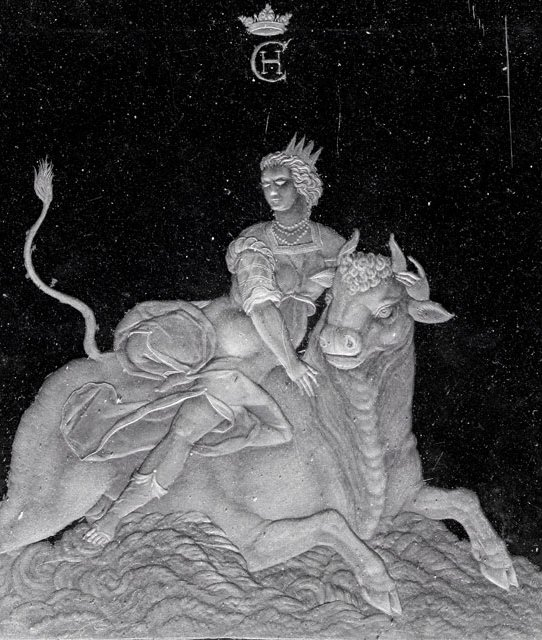
Skleněná deska zobrazující Únos Europy (1608, Caspar Lehmann)

Ve 2. polovině 16. století sklářská tvorba v Čechách přijímala umělecké podněty z Benátek, které přicházely většinou nepřímo, především ze saského Krušnohoří. Pití z malovaných sklenic na šlechtických hostinách se za Rudolfa II. stalo běžnou záležitostí. Zdobily je šlechtické erby, symboly říše římské, náboženské a alegorické motivy. Část produkce byla zdobena nevypalovanou malbou doplněnou rytinami provedenými diamantem. Uplatnění rytiny (řezání skla) souviselo s její oblibou na císařském dvoře. Tato skutečnost přilákala do Prahy významné řezače a brusiče skla a drahých kamenů. Vedle dílny Giovanniho Castruccia a Ottavia Miseroniho, to byl Caspar Lehmann (1563/65-1622), který zhotovil řadu skleněných destiček s mytologickými a alegorickými náměty, které vykazují vliv Bartholomea Sprangera a Hanse von Aachen.
Skříně pro sbírky porcelánu byly v kunstkammeře uzpůsobeny svému účelu, což dokládá skříň č. 18 se čtyřmi policemi. Na ně bylo možno uložit 389 malých i velkých kusů porcelánu (inventář z roku 1621). Inventář také zmiňuje 178 kusů italské a francouzské fajánse nacházející se ve 2. skříni první místnosti přední kunstkomory. Bohaté sbírky porcelánu a keramiky byly v majetku české šlechty té doby.

## Sbírka hodin a astronomických přístrojů

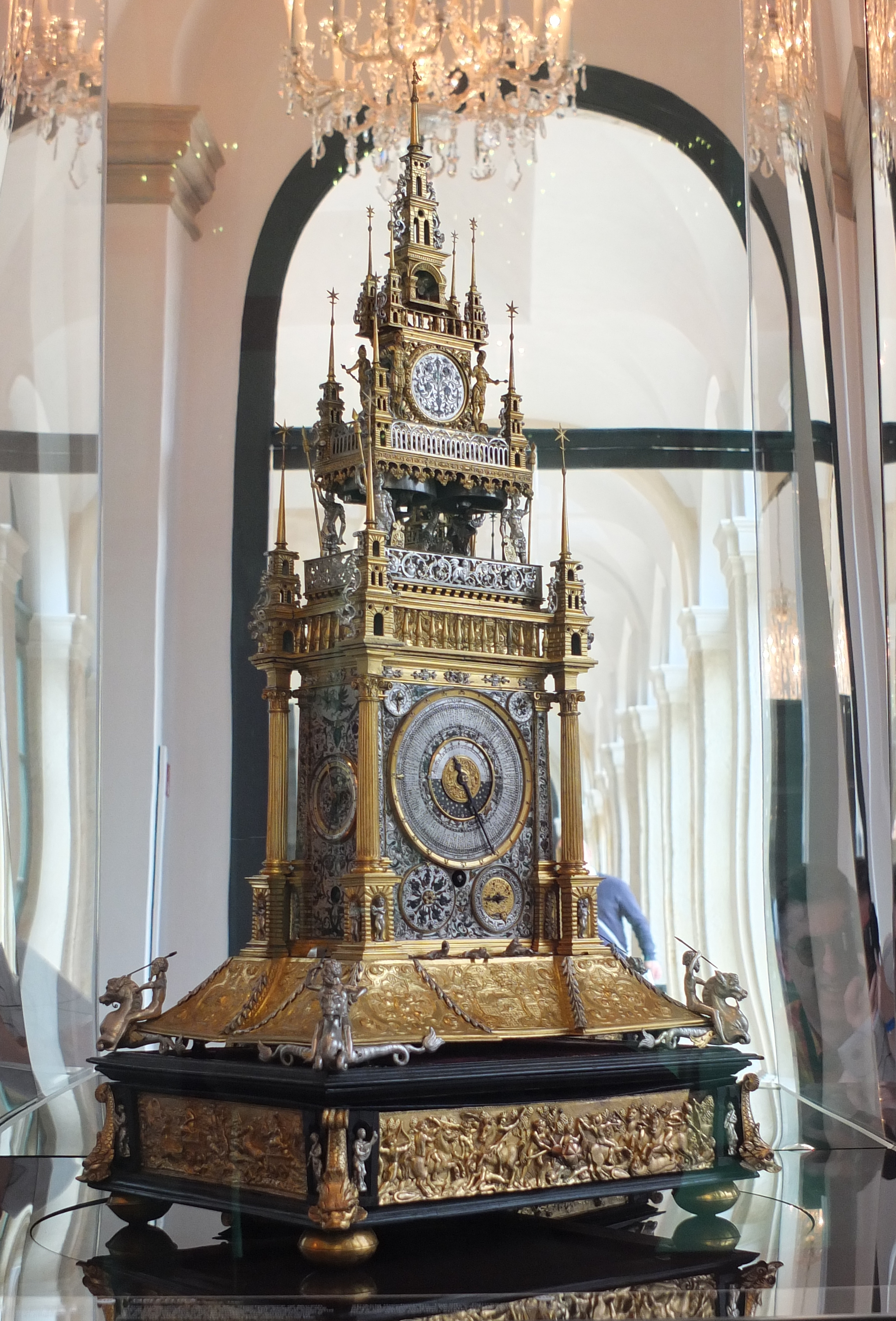
Stolní hodiny věžové zhotovil norimberský hodinář Paulus Schuster (1587, Zwinger, Drážďany)

V 16. století začali hodináři místo pohonu závažím užívat pohon ocelovým perem, což umožnilo konstrukci přenosných hodin. Na jejich výzdobě hodináři spolupracovali se zlatníky, rytci, a i se sochaři. Typické pro tu dobu byly hodiny věžové, uspořádané do 2-3 pater. Jejich zdokonalováním se zabývaly především dílny v Norimberku, Augsburgu, Mnichově, Kasselu nebo ve Štrasburku. Rostoucí složitost hodinového stroje provázela jejich stále výraznější "manýristická" podoba. Dokladem toho byly astronomické hodiny augsburských hodinářů, kteří v té době pro Rudolfa II. pracovali. Jedním z nich byl Hans Schlottheim, který do císařových sbírek dovážel hrací strojky. Rovněž dvorní hodinář Christoph Margraf přispíval do sbírek hracími strojky, které vynikaly technickou i uměleckou dokonalostí. Od roku 1593 působil na císařském dvoře Erasmus Habermel (1538 ?-1606), který vynikl jako tvůrce astronomických přístrojů. K jeho nejznámějšímu dílu patří velký sextant, který sloužil Rudolfovým astronomům k pozorování nebeských těles.

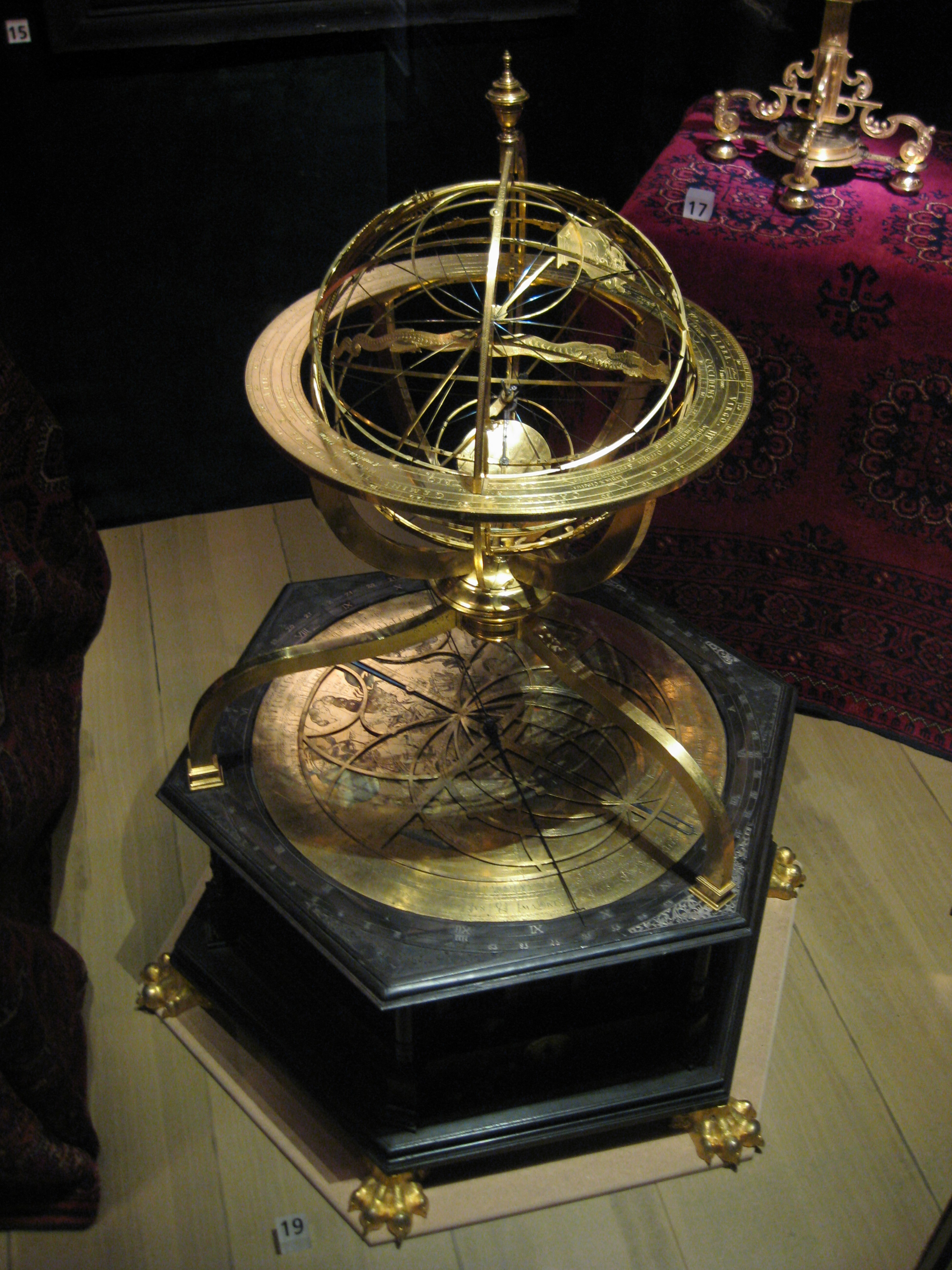
Astronomické hodiny s armilární sférou zhotovené Jostem Bürgim a Antoniem Eisenthaitem (1585) byly ze sbírek Rudolfa II. zcizeny Švédy (dnes Nordiska Museum, Stockholm)

Císař si však hodiny objednával nejen v proslulých německých dílnách, ale zval si významné hodináře z říšských měst přímo do Prahy. K nejvýznamnějším z nich patřil Jost Bürgi (1552-1632), který si v Praze vybudoval hodinářskou dílnu. Jako první na světě zhotovil "vteřinové" hodiny nebo nejpřesnější "hvězdný" globus. V letech 1604-1612 Bürgi v Praze spolupracoval s Johannem Keplerem a významně přispěl k přesnosti jeho astronomických výpočtů. Kepler ke svým studiím použil i Bürgiho astronomické hodiny ze sbírek Rudolfa II., jež byly součástí císařova souboru nazvaného Scientialia umístěného na velkém stole uprostřed "Kunstkammer".

## Osudy Rudolfových uměleckých sbírek
Po císařově smrti byla vytvořena komise k ocenění císařovy sbírky uměleckých předmětů. Komise ocenila sbírku, která byla největším muzeem vlastněným jednou osobou, na sumu 17 milionů guldenů. V době, kdy čeští stavové provedli účelový odhad této sbírky (bez obrazů a soch), její cena činila 543 849 kop českých grošů. Po zahrnutí obrazů a soch by před druhou světovou válkou její cena činila přes 1 miliardu Kč tehdejší měny. Vzhledem k celkové ceně sbírek v Rudolfově kunstkomoře proto nepřekvapí, že císař Matyáš začal odvážet různé předměty z Pražského hradu hned po Rudolfově smrti. Již v roce 1618 si část obrazové sbírky mezi sebe rozdělili císař Matyáš a arcivévodové Albrecht a Maxmilián. Část obrazů zakoupil také vévoda z Buckinghamu. Desítky obrazů později získal i císař Ferdinand II. Další část sbírek byla odvezena do Vídně před útokem saských vojsk ohrožujících Prahu (1631). Nově provedená inventarizace sbírek (1647) usnadnila, aby v červnu 1648 švédská vojska z příkazu královny Kristýny důkladně vyrabovala sbírky Pražského hradu. Tato „loupež století“ tak během následujících tří měsíců, které zbývaly do uzavření vestfálského míru, učinila z královny Kristýny jednu z nejbohatších panovnic Evropy. Rozprodej zbytku sbírek však pokračoval a jejich konečnou likvidaci uskutečnila dražba v roce 1783.